# Herc's Adventures
Herc's Adventures è un videogioco pubblicato per la console Sony PlayStation (in tutto il mondo) e per il Sega Saturn (soltanto in Nord America) dalla LucasArts nel 1997. Il suo genere avventura dinamica e il suo stile lo accostavano a Zombies Ate My Neighbors. È possibile scegliere fra tre antichi eroi greci; Herc (Ercole/Hercules), Atlanta (Atalanta), o Jason (Giasone), che cercheranno e sconfiggeranno Ade salvando la dea della natura, Persefone, dalle grinfie del signore degli inferi.

## Modalità di gioco
Il gioco, disponibile anche per due giocatori, si presenta in una mappa enorme e singolare, senza caricamenti o interstizi tra le varie aree, con l'importante eccezione del passaggio da e all'oltretomba.
I personaggi acquisiscono varie armi e oggetti, come l'alito di pepe (da usare contro vespe e api), il potere di congelare nemici, le saette che provocano danni quando scagliate, lance, trappole per orsi, fiammiferi (usati contro l'Hydra per prevenire che la sua testa si rigeneri), bombe esplosive, un vaso di Pandora maligno che se aperto libera maltempo, bambole per miniaturizzare qualsiasi obbiettivo, e una pistola laser dagli alieni. Gli oggetti disponibili sono le pozioni di Circe (che può mutare il giocatore in un maialino adatto ad accedere i piccoli ingressi di alcune fessure), le teste di Medusa e del Minotauro, il Vello d'oro (che può aprire un cancello) e i Gyros (capaci di incrementare la barra della salute).
Ogni eroe ha una seconda barra, la barra della forza, che si esaurisce ogni volta che il personaggio corre o solleva e trasporta un oggetto. Entrambe le barre possono espandersi comprando delle lezioni da un allenatore o trovando dei cuori rossi lungo il gioco. Ogni volta che il giocatore muore, esso precipita nell'Oltretomba, dove deve farsi strada per risalire e continuare il gioco. Più volte si muore, più in profondità si scende nell'oltretomba, diventando via via sempre più difficile risalire. Morire cinque volte porta al game over.

### Umorismo
Il videogioco presenta un'abbondanza di umorismo in stile cartone animato. I viaggi del personaggio, anche se inizieranno in Grecia, lo porteranno, tra gli altri luoghi, anche nell'antico Egitto e dalle Amazzoni, dove si combatte contro gli alieni. Alla fine del gioco, si apprende che Ade era in realtà un robot gigante pilotato dai marziani, e il personaggio verrà a conoscenza che tutto è stato creato dalla Lucas Arts Entertainment; nel suo studio, si potranno vedere le persone che hanno contribuito alla creazione del gioco.

## Personaggi

### Dei
- Zeus: considerato il più potente di tutti gli dei, viene però sconfitto in un gioco da tavolo da suo fratello Ade, il quale ha anche rapito Persefone e provocato così la carestia in tutta la Grecia.
- Poseidone: re del mare che aiuterà i protagonisti nella ricerca di Ade, invierà gli eroi dal Minotauro e regalerà loro una chiave in cambio della testa del Minotauro.
- Ade: è il dio degli inferi e desidera comandare una nazione di morti.
- Era: per qualche inspiegabile ragione, Era, sempre descritta come bellissima e affascinante dea, in questo gioco è orribilmente brutta e grassa. Aiuterà i nostri eroi se gli consegneranno Io, la mucca di Sparta, in cambio di una chiave.
- Atena: un'altra dea di cui la sua apparenza e personalità sono state orribilmente distorte per questo gioco, assegnerà al giocatore il compito portarle la testa di Medusa in cambio di una chiave.
- Dioniso: anche se ubriaco, è in grado di aiutare il giocatore cedendo loro una chiave, a patto che recuperi l'uva di Lerna protetta dall'Idra.

### Eroi
- Hercules: l'eroe muscoloso armato di una clava in grado di danneggiare i nemici e la sua straordinaria forza (all'inizio del gioco, Herc può subito sollevare le costruzioni come le case, diversamente da Jason e Atlanta, che prima hanno bisogno di incrementare la loro forza con un allenatore che troveranno durante il corso del gioco).
- Jason: l'argonauta armato con una daga e di fionda in grado di danneggiare nemici distanti.
- Atlanta: l'eroina specializzata di attacchi a distanza usando il suo arco e delle frecce infinite. Il suo attacco speciale consiste nel lanciare le frecce verticalmente rispetto al nemico, danneggiandolo pesantemente con questa pioggia di frecce.

### Nemici
- Soldati: sono molto frequenti nel corso del gioco. e rappresentano i nemici di base.
- Nereidi: creatura mitologica metà donna-metà pesce, che nel gioco sparerà bolle d'acqua.
- Driadi: nella mitologia, le driadi sono amorevoli ninfe degli alberi. Nel gioco, non hanno niente di amorevole, specialmente quando ti sparano con le loro pistole.
- Ciclopi: i famosi giganti con un solo occhio della mitologia Greca, sono alquanto privi di intelligenza, ma questo non consiglia di stargli vicino, perché possono afferrare il giocatore o lanciare rocce gigantesche.
- Api o vespe: questi insetti attaccano insieme appena il giocatore vi si avvicina, ma sono facilmente battibili con l'alito di pepe.
- Ladro: questo nemico è molto seccante: lo si incontra frequentemente nel gioco e può rubare degli oggetti al giocatore (inclusi oggetti di valore come la testa di Medusa o del Minotauro).

### Boss
- Cinghiale di Erimanto: è un enorme cinghiale inferocito, fuori dagli standard dei cinghiali, ma può, in certi casi, sputare un raggio elettrico.
- Minotauro: c'è solo un Minotauro, e, come nel mito, abita in un labirinto dell'isola del toro nero (Creta), e la sua testa dovrà essere portata a Poseidone in cambio di una chiave. Lo si può sconfiggere usando la sua arma, un'ascia.
- Talos: il gigante di bronzo ricordato dal classico film di Giasone e gli Argonauti, nel gioco è però più piccolo e usa delle bombe. Lo si potrà attaccare una volta caduto il suo elmo.
- Medusa: questa mitica gorgone abita in un'area isolata ed è veramente difficile da sconfiggere: può danneggiare pesantemente i punti vita del giocatore irradiando stelle e bloccare il giocatore dentro delle rocce usando il suo sguardo pietrificante, e vicino a dove si trova lei è possibile che il pavimento ceda (se il giocatore cade accidentalmente in questi precipizi verrà automaticamente teletrasportato negli inferi). La sua testa (di cui Atena ha bisogno in cambio di una chiave) può essere usata per pietrificare i nemici permanentemente.
- Idra: il malvagio mostro dalle quattro teste, che, nel gioco, ha derubato le uve di Dioniso. Può essere ferito solo tramite i fiammiferi, che possono fermare la rigenerazione delle teste.
- Pitone: il serpente gigante che custodisce l'albero dove si trova il vello d'oro.
- Cerbero: il guardiano degli inferi, un cane a tre teste che può lanciare raggi di fuoco e sparare frammenti di fuoco, simili a proiettili, sull'obiettivo.
- Ade: il boss finale che si rivelerà infine essere un robot gigante manipolato dai marziani.

## Doppiaggio
| Personaggio   | Doppiatore originale | Doppiatore italiano   |
| ------------- | -------------------- | --------------------- |
| Voce narrante |                      | Massimo Antonio Rossi |
| Zeus          | Tom Wyner            | Pier Luigi Zollo      |
| Ade           | Cástulo Guerra       | Umberto Bortolani     |
| Ercole        |                      | Riccardo Rovatti      |
| Giasone       | Wally Wingert        |                       |
| Atlanta       | Rachel Reenstra      | Grazia Verasani       |
| Era           | Patty Parris         |                       |
| Poseidone     | Tom Wyner            |                       |
| Atena         | Lois Nettleton       |                       |
| Dioniso       | Michael Gough        |                       |